# Cosmologia mormona

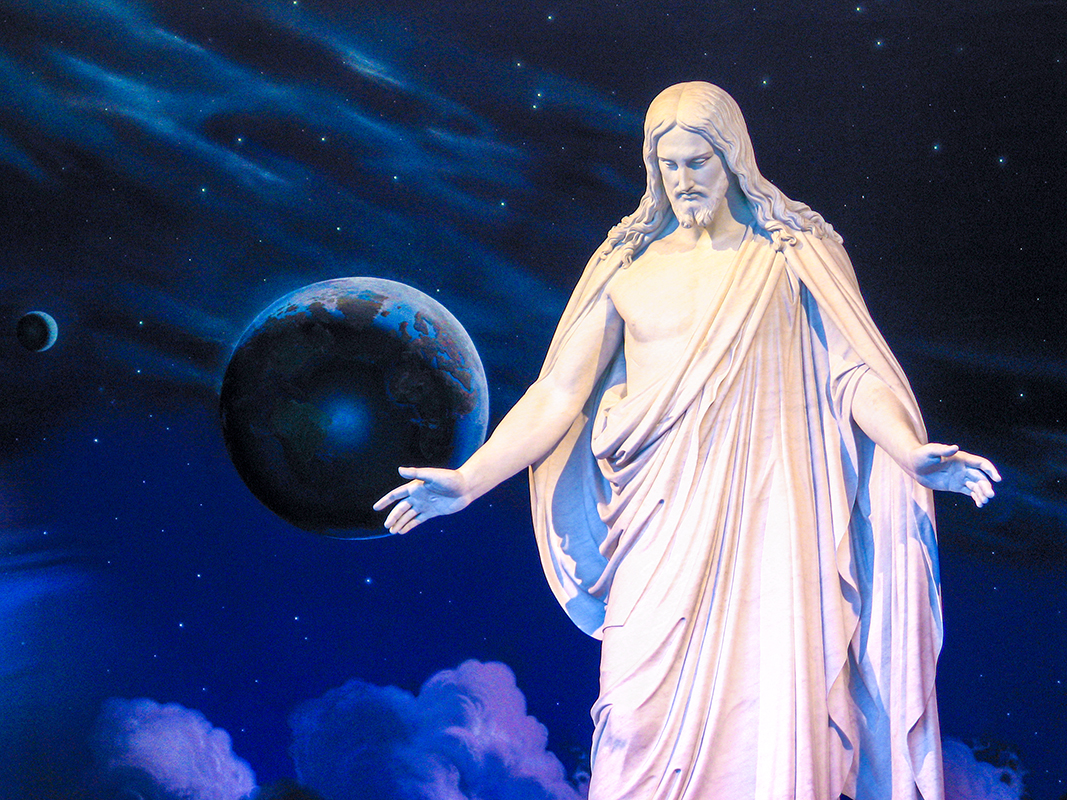
Estàtua de Jesús representant les plantes i les esteles, les quals els mormons creuen que están sota la direcció de Déu.

La cosmologia mormona és la descripció de la història, l'evolució, i el destí de l'univers físic i metafísic d'acord amb el mormonisme, que inclou doctrines ensenyades pels líders i teòlegs de L'Església de Jesucrist dels Sants dels Darrers Dies (Església DDS), el fonamentalisme mormó, i l'Església de la Restauració de Jesucrist i altres denominacions Brighamite dins del moviment dels Sants dels Darrers Dies. Aquests punts de vista no són generalment compartits per partidaris d'altres denominacions dels Darrers Dies Sants tals com la Comunitat de Crist.